# Oost-Timorees voetbalelftal (vrouwen)
Het Oost-Timorees vrouwenvoetbalelftal is een voetbalteam dat Oost-Timor vertegenwoordigt in internationale wedstrijden, zoals het Aziatisch kampioenschap.
Het team van Oost-Timor speelde in 2016 zijn eerste interland tijdens het AFF Women's Championship. Tegen gastland Myanmar werd met 17-0 verloren. Het land kwalificeerde zich nog nooit voor een groot internationaal kampioenschap. Wel nam het viermaal deel aan het AFF Women's Championship, waarin het nooit verder kwam dan de groepsfase.

## Prestaties op eindronden

### Wereldkampioenschap
| Jaar   | Resultaat                                     | Wed                                           | W                                             | G                                             | V                                             | DV                                            | DT                                            |
| ------ | --------------------------------------------- | --------------------------------------------- | --------------------------------------------- | --------------------------------------------- | --------------------------------------------- | --------------------------------------------- | --------------------------------------------- |
| 1991   | Speelde als onderdeel van Indonesië           | Speelde als onderdeel van Indonesië           | Speelde als onderdeel van Indonesië           | Speelde als onderdeel van Indonesië           | Speelde als onderdeel van Indonesië           | Speelde als onderdeel van Indonesië           | Speelde als onderdeel van Indonesië           |
| 1995   | Speelde als onderdeel van Indonesië           | Speelde als onderdeel van Indonesië           | Speelde als onderdeel van Indonesië           | Speelde als onderdeel van Indonesië           | Speelde als onderdeel van Indonesië           | Speelde als onderdeel van Indonesië           | Speelde als onderdeel van Indonesië           |
| 1999   | Speelde als onderdeel van de Verenigde Naties | Speelde als onderdeel van de Verenigde Naties | Speelde als onderdeel van de Verenigde Naties | Speelde als onderdeel van de Verenigde Naties | Speelde als onderdeel van de Verenigde Naties | Speelde als onderdeel van de Verenigde Naties | Speelde als onderdeel van de Verenigde Naties |
| 2003   | Niet deelgenomen                              | Niet deelgenomen                              | Niet deelgenomen                              | Niet deelgenomen                              | Niet deelgenomen                              | Niet deelgenomen                              | Niet deelgenomen                              |
| 2007   | Niet deelgenomen                              | Niet deelgenomen                              | Niet deelgenomen                              | Niet deelgenomen                              | Niet deelgenomen                              | Niet deelgenomen                              | Niet deelgenomen                              |
| 2011   | Niet deelgenomen                              | Niet deelgenomen                              | Niet deelgenomen                              | Niet deelgenomen                              | Niet deelgenomen                              | Niet deelgenomen                              | Niet deelgenomen                              |
| 2015   | Niet deelgenomen                              | Niet deelgenomen                              | Niet deelgenomen                              | Niet deelgenomen                              | Niet deelgenomen                              | Niet deelgenomen                              | Niet deelgenomen                              |
| 2019   | Niet deelgenomen                              | Niet deelgenomen                              | Niet deelgenomen                              | Niet deelgenomen                              | Niet deelgenomen                              | Niet deelgenomen                              | Niet deelgenomen                              |
| 2023   | Niet deelgenomen                              | Niet deelgenomen                              | Niet deelgenomen                              | Niet deelgenomen                              | Niet deelgenomen                              | Niet deelgenomen                              | Niet deelgenomen                              |
| Totaal | 0/9                                           | 0                                             | 0                                             | 0                                             | 0                                             | 0                                             | 0                                             |

### Olympische Spelen
| Jaar   | Resultaat                           | Wed                                 | W                                   | G                                   | V                                   | DV                                  | DT                                  |
| ------ | ----------------------------------- | ----------------------------------- | ----------------------------------- | ----------------------------------- | ----------------------------------- | ----------------------------------- | ----------------------------------- |
| 1996   | Speelde als onderdeel van Indonesië | Speelde als onderdeel van Indonesië | Speelde als onderdeel van Indonesië | Speelde als onderdeel van Indonesië | Speelde als onderdeel van Indonesië | Speelde als onderdeel van Indonesië | Speelde als onderdeel van Indonesië |
| 2000   | Speelde als onderdeel van Indonesië | Speelde als onderdeel van Indonesië | Speelde als onderdeel van Indonesië | Speelde als onderdeel van Indonesië | Speelde als onderdeel van Indonesië | Speelde als onderdeel van Indonesië | Speelde als onderdeel van Indonesië |
| 2004   | Niet deelgenomen                    | Niet deelgenomen                    | Niet deelgenomen                    | Niet deelgenomen                    | Niet deelgenomen                    | Niet deelgenomen                    | Niet deelgenomen                    |
| 2008   | Niet deelgenomen                    | Niet deelgenomen                    | Niet deelgenomen                    | Niet deelgenomen                    | Niet deelgenomen                    | Niet deelgenomen                    | Niet deelgenomen                    |
| 2012   | Niet deelgenomen                    | Niet deelgenomen                    | Niet deelgenomen                    | Niet deelgenomen                    | Niet deelgenomen                    | Niet deelgenomen                    | Niet deelgenomen                    |
| 2016   | Niet deelgenomen                    | Niet deelgenomen                    | Niet deelgenomen                    | Niet deelgenomen                    | Niet deelgenomen                    | Niet deelgenomen                    | Niet deelgenomen                    |
| 2020   | Niet deelgenomen                    | Niet deelgenomen                    | Niet deelgenomen                    | Niet deelgenomen                    | Niet deelgenomen                    | Niet deelgenomen                    | Niet deelgenomen                    |
| 2024   | Niet gekwalificeerd                 | Niet gekwalificeerd                 | Niet gekwalificeerd                 | Niet gekwalificeerd                 | Niet gekwalificeerd                 | Niet gekwalificeerd                 | Niet gekwalificeerd                 |
| Totaal | 0/8                                 | 0                                   | 0                                   | 0                                   | 0                                   | 0                                   | 0                                   |

### Aziatisch kampioenschap
| Jaar   | Resultaat                                     | Wed                                           | W                                             | G                                             | V                                             | DV                                            | DT                                            |
| ------ | --------------------------------------------- | --------------------------------------------- | --------------------------------------------- | --------------------------------------------- | --------------------------------------------- | --------------------------------------------- | --------------------------------------------- |
| 1975   | Speelde als onderdeel van Indonesië           | Speelde als onderdeel van Indonesië           | Speelde als onderdeel van Indonesië           | Speelde als onderdeel van Indonesië           | Speelde als onderdeel van Indonesië           | Speelde als onderdeel van Indonesië           | Speelde als onderdeel van Indonesië           |
| 1977   | Speelde als onderdeel van Indonesië           | Speelde als onderdeel van Indonesië           | Speelde als onderdeel van Indonesië           | Speelde als onderdeel van Indonesië           | Speelde als onderdeel van Indonesië           | Speelde als onderdeel van Indonesië           | Speelde als onderdeel van Indonesië           |
| 1979   | Speelde als onderdeel van Indonesië           | Speelde als onderdeel van Indonesië           | Speelde als onderdeel van Indonesië           | Speelde als onderdeel van Indonesië           | Speelde als onderdeel van Indonesië           | Speelde als onderdeel van Indonesië           | Speelde als onderdeel van Indonesië           |
| 1981   | Speelde als onderdeel van Indonesië           | Speelde als onderdeel van Indonesië           | Speelde als onderdeel van Indonesië           | Speelde als onderdeel van Indonesië           | Speelde als onderdeel van Indonesië           | Speelde als onderdeel van Indonesië           | Speelde als onderdeel van Indonesië           |
| 1983   | Speelde als onderdeel van Indonesië           | Speelde als onderdeel van Indonesië           | Speelde als onderdeel van Indonesië           | Speelde als onderdeel van Indonesië           | Speelde als onderdeel van Indonesië           | Speelde als onderdeel van Indonesië           | Speelde als onderdeel van Indonesië           |
| 1986   | Speelde als onderdeel van Indonesië           | Speelde als onderdeel van Indonesië           | Speelde als onderdeel van Indonesië           | Speelde als onderdeel van Indonesië           | Speelde als onderdeel van Indonesië           | Speelde als onderdeel van Indonesië           | Speelde als onderdeel van Indonesië           |
| 1989   | Speelde als onderdeel van Indonesië           | Speelde als onderdeel van Indonesië           | Speelde als onderdeel van Indonesië           | Speelde als onderdeel van Indonesië           | Speelde als onderdeel van Indonesië           | Speelde als onderdeel van Indonesië           | Speelde als onderdeel van Indonesië           |
| 1991   | Speelde als onderdeel van Indonesië           | Speelde als onderdeel van Indonesië           | Speelde als onderdeel van Indonesië           | Speelde als onderdeel van Indonesië           | Speelde als onderdeel van Indonesië           | Speelde als onderdeel van Indonesië           | Speelde als onderdeel van Indonesië           |
| 1993   | Speelde als onderdeel van Indonesië           | Speelde als onderdeel van Indonesië           | Speelde als onderdeel van Indonesië           | Speelde als onderdeel van Indonesië           | Speelde als onderdeel van Indonesië           | Speelde als onderdeel van Indonesië           | Speelde als onderdeel van Indonesië           |
| 1995   | Speelde als onderdeel van Indonesië           | Speelde als onderdeel van Indonesië           | Speelde als onderdeel van Indonesië           | Speelde als onderdeel van Indonesië           | Speelde als onderdeel van Indonesië           | Speelde als onderdeel van Indonesië           | Speelde als onderdeel van Indonesië           |
| 1997   | Speelde als onderdeel van Indonesië           | Speelde als onderdeel van Indonesië           | Speelde als onderdeel van Indonesië           | Speelde als onderdeel van Indonesië           | Speelde als onderdeel van Indonesië           | Speelde als onderdeel van Indonesië           | Speelde als onderdeel van Indonesië           |
| 1999   | Speelde als onderdeel van de Verenigde Naties | Speelde als onderdeel van de Verenigde Naties | Speelde als onderdeel van de Verenigde Naties | Speelde als onderdeel van de Verenigde Naties | Speelde als onderdeel van de Verenigde Naties | Speelde als onderdeel van de Verenigde Naties | Speelde als onderdeel van de Verenigde Naties |
| 2001   | Speelde als onderdeel van de Verenigde Naties | Speelde als onderdeel van de Verenigde Naties | Speelde als onderdeel van de Verenigde Naties | Speelde als onderdeel van de Verenigde Naties | Speelde als onderdeel van de Verenigde Naties | Speelde als onderdeel van de Verenigde Naties | Speelde als onderdeel van de Verenigde Naties |
| 2003   | Niet deelgenomen                              | Niet deelgenomen                              | Niet deelgenomen                              | Niet deelgenomen                              | Niet deelgenomen                              | Niet deelgenomen                              | Niet deelgenomen                              |
| 2006   | Niet deelgenomen                              | Niet deelgenomen                              | Niet deelgenomen                              | Niet deelgenomen                              | Niet deelgenomen                              | Niet deelgenomen                              | Niet deelgenomen                              |
| 2008   | Niet deelgenomen                              | Niet deelgenomen                              | Niet deelgenomen                              | Niet deelgenomen                              | Niet deelgenomen                              | Niet deelgenomen                              | Niet deelgenomen                              |
| 2010   | Niet deelgenomen                              | Niet deelgenomen                              | Niet deelgenomen                              | Niet deelgenomen                              | Niet deelgenomen                              | Niet deelgenomen                              | Niet deelgenomen                              |
| 2014   | Niet deelgenomen                              | Niet deelgenomen                              | Niet deelgenomen                              | Niet deelgenomen                              | Niet deelgenomen                              | Niet deelgenomen                              | Niet deelgenomen                              |
| 2018   | Niet deelgenomen                              | Niet deelgenomen                              | Niet deelgenomen                              | Niet deelgenomen                              | Niet deelgenomen                              | Niet deelgenomen                              | Niet deelgenomen                              |
| 2022   | Niet deelgenomen                              | Niet deelgenomen                              | Niet deelgenomen                              | Niet deelgenomen                              | Niet deelgenomen                              | Niet deelgenomen                              | Niet deelgenomen                              |
| Totaal | 0/20                                          | 0                                             | 0                                             | 0                                             | 0                                             | 0                                             | 0                                             |

### Aziatische Spelen
| Jaar   | Resultaat        | Wed              | W                | G                | V                | DV               | DT               |
| ------ | ---------------- | ---------------- | ---------------- | ---------------- | ---------------- | ---------------- | ---------------- |
| 1990   | Niet deelgenomen | Niet deelgenomen | Niet deelgenomen | Niet deelgenomen | Niet deelgenomen | Niet deelgenomen | Niet deelgenomen |
| 1994   | Niet deelgenomen | Niet deelgenomen | Niet deelgenomen | Niet deelgenomen | Niet deelgenomen | Niet deelgenomen | Niet deelgenomen |
| 1998   | Niet deelgenomen | Niet deelgenomen | Niet deelgenomen | Niet deelgenomen | Niet deelgenomen | Niet deelgenomen | Niet deelgenomen |
| 2002   | Niet deelgenomen | Niet deelgenomen | Niet deelgenomen | Niet deelgenomen | Niet deelgenomen | Niet deelgenomen | Niet deelgenomen |
| 2006   | Niet deelgenomen | Niet deelgenomen | Niet deelgenomen | Niet deelgenomen | Niet deelgenomen | Niet deelgenomen | Niet deelgenomen |
| 2010   | Niet deelgenomen | Niet deelgenomen | Niet deelgenomen | Niet deelgenomen | Niet deelgenomen | Niet deelgenomen | Niet deelgenomen |
| 2014   | Niet deelgenomen | Niet deelgenomen | Niet deelgenomen | Niet deelgenomen | Niet deelgenomen | Niet deelgenomen | Niet deelgenomen |
| 2018   | Niet deelgenomen | Niet deelgenomen | Niet deelgenomen | Niet deelgenomen | Niet deelgenomen | Niet deelgenomen | Niet deelgenomen |
| Totaal | 0/8              | 0                | 0                | 0                | 0                | 0                | 0                |

## FIFA-wereldranglijst
Betreft klassering aan het einde van het jaar
| 2022 |
| ---- |
| 153  |

## Selecties

### Huidige selectie
Deze spelers werden geselecteerd voor het AFF Women's Championship 2022 in juli 2022.
| Doel                      |                                 |                               |
| 1                         | Agostinha Nogueira              | Onbekend                      |
| 12                        | Leonilda Cabral                 | Onbekend                      |
| 20                        | Madalena Lucia de Fatima Soares | Onbekend                      |
| Verdediging               |                                 |                               |
| 2                         | Brigida da Costa                | Onbekend                      |
| 3                         | Trifonia Mesquita               | Onbekend                      |
| 4                         | Martinha Doutel                 | Onbekend                      |
| 5                         | Maria da Conceicao              | Sport Laulara e Benfica       |
| 6                         | Natalia da Costa                | Onbekend                      |
| 15                        | Ervina de Conceicao da Costa    | Onbekend                      |
| 22                        | Zonalia Mendonca                | Onbekend                      |
| Middenveld                |                                 |                               |
| 7                         | Femania Babo                    | Sport Laulara e Benfica       |
| 8                         | Luselia Fernandes               | Onbekend                      |
| 13                        | Nilda dos Reis                  | Onbekend                      |
| 14                        | Elvira Ana da Silva             | Onbekend                      |
| 16                        | Letizia da Cruz Elo Soares      | Onbekend                      |
| 18                        | Godelivia Martins               | Sport Laulara e Benfica       |
| 23                        | Rosa da Costa                   | Onbekend                      |
| Aanval                    |                                 |                               |
| 9                         | Marcia Sanhes Chaves            | Onbekend                      |
| 10                        | Dolores Costa                   | Onbekend                      |
| 11                        | Julia Freitas Belo              | Onbekend                      |
| 17                        | Sonia Gomes Amaral              | Escola Portuguesa Ruy Cinatti |
| 19                        | Virginia Fatima da Silva Branco | Onbekend                      |
| 21                        | Agia Isabel Bria                | Onbekend                      |
| Bondscoach: Lee Min-Young |                                 |                               |